# 田中愼二
田中 愼二（たなか しんじ）は、日本の編集技師。日本映画・テレビ編集協会（J.S.E.）所属。
新漢字表記は田中 慎二。

## 主な作品

### 映画
編集助手
- セーラー服と機関銃 （1981年） - ネガ編集
- ときめきに死す （1984年）
- それから （1985年）
- そろばんずく （1986年）
- 悲しい色やねん （1988年）
- キッチン （1989年）
- おいしい結婚 （1991年） - ネガ編集

編集
※太字は日本アカデミー賞編集賞受賞作。
- 新・同棲時代 （1991年）[3]
- 武闘派仁義 完結篇 （1994年）[3]
- 復讐の帝王 （1995年）[3]
- (ハル) （1996年）[3]
- 弾丸ランナー （1996年）[3]
- 失楽園 （1997年）
- プープーの物語 （1998年）
- 39 刑法第三十九条 （1999年）[2]
- 黒い家 （1999年）
- ガラスの脳 （2000年）
- LOVE SONG （2001年）
- 模倣犯 （2002年）
- 阿修羅のごとく （2003年）
- 海猫 （2004年）
- いらっしゃいませ、患者さま。 （2005年）
- 欲望 （2005年）
- 寝ずの番 （2006年）
- 間宮兄弟 （2006年）
- 花田少年史 幽霊と秘密のトンネル （2006年）[4]
- サウスバウンド （2007年）
- 椿三十郎 （2007年）[4]
- 次郎長三国志 （2008年）
- 旭山動物園物語 ペンギンが空をとぶ （2009年）
- 風が強く吹いている （2009年）[3]
- これでいいのだ!! 映画★赤塚不二夫 （2010年）
- 源氏物語 千年の謎 （2011年）
- 劇場版テンペスト3D （2012年）
- アゲイン 28年目の甲子園 （2015年）

### テレビドラマ
- 世にも奇妙な物語 （フジテレビ、にっかつ撮影所制作）[5]
  - 第2シリーズ（1991年）
  - 第3シリーズ（1992年）
- 大人は判ってくれない 第3回 （1992年、フジテレビ）[5]
- if もしも 第2回 （1993年、フジテレビ）[5]
- 演歌・唱太郎の人情事件日誌 （1997年、TBS）
- 夜逃げ屋本舗（1999年、日本テレビ）[6]
- 歸國 （2010年、TBS） - 出演のみ[5]

## 受賞歴
- 1998年 第21回日本アカデミー賞：優秀編集賞『失楽園』
- 2004年 第27回日本アカデミー賞：優秀編集賞『阿修羅のごとく』[7]